# Erreur tragique
Erreur tragique è un cortometraggio muto del 1913 diretto da Louis Feuillade.

## Trama
René de Romiguières, un giovane aristocratico, è preda della gelosia dopo aver visto al cinema la moglie appena sposata tra le braccia di un altro uomo. René, all'inizio, cerca di controllarsi ma, alla fine, progetta una morte orribile per la moglie. Poi, viene preso dal dubbio: era veramente Suzanne quella che lui ha visto sullo schermo?

## Produzione
Il film fu prodotto dalla Société des Etablissements L. Gaumont

## Distribuzione
Distribuito dalla Société des Etablissements L. Gaumont, uscì nelle sale cinematografiche francesi il 24 gennaio 1913. Il film è conosciuto anche con il nome internazionale in inglese Tragic Error.